# Pista de juego
Una pista de juego, también conocida como campo o cancha de juego, es un espacio acotado que se utiliza para ciertos tipos de carreras, juegos o competiciones, en hipódromos, velódromos, estadios, campos de tenis, etc.
Se caracterizan por el tipo de superficie empleada, que en la mayoría de los casos determina su calidad y por sus dimensiones que suelen venir fijadas por los reglamentos de cada uno de los juegos que se practican en ellas.

## Tipos

### Según su superficie
- Sintéticas, usadas en atletismo, baloncesto, balonmano, tenis, fútbol sala, hockey, automovilismo y ciclismo, entre otros.
- Hierba o césped, bien sea natural o artificial, es quizás la más utilizada y se usa en fútbol, rugby, béisbol, hockey y tenis.
- Tierra o tierra batida, usadas en tenis e hípica.
- Hielo, usada en hockey, patinaje, y otros deportes de invierno.
- Arena, usada en los deportes de playa.

### Según su forma
Las pistas de juego pueden ser de diferentes formas, entre las que destacan por ser las más usadas:
- Rectangular, es la más común y se usa en casi todos los deportes de equipo y los de raqueta.
- Ovalada o rectangular redondeada, sobre todo usada para competiciones de velocidad.
- Otras formas poligonales, como la usada en béisbol.

### Según su uso
Algunas de las pista de juego más conocidas son:
- Campo de fútbol
- Pista de tenis
- Cancha de baloncesto
- Campo de béisbol
- Pista de hielo
- Pista de atletismo

## Dimensiones
| Deporte                                   | Forma                | Longitud de campo | Longitud total | Ancho     | Ancho total |
| ----------------------------------------- | -------------------- | ----------------- | -------------- | --------- | ----------- |
| Bádminton (individual)                    | Rectangular          | 13.40 m           | 17.40          | 5.18 m    | 8.18        |
| Bádminton (dobles)                        | Rectangular          | 13.40 m           | 17.40          | 6.10 m    | 9.10        |
| Voleibol                                  | Rectangular          | 18 m              | 24-31 m        | 9 m       | 15-19 m     |
| Tenis (individual)                        | Rectangular          | 27.77 m           | 37.00 m        | 8.23 m    | 18.00 m     |
| Tenis (doubles)                           | Rectangular          | 27.77 m           | 37.00 m        | 10.93 m   | 18.00 m     |
| Natación (corta)                          | Rectangular          | 25 m              | -              | 20 m      | -           |
| Baloncesto (FIBA)                         | Rectangular          | 24 m              | -              | 15 m      | -           |
| Baloncesto (NBA)                          | Rectangular          | 24.70 m           | -              | 15.20 m   | -           |
| Hockey sala                               | Rectangular          | 36-44 m           | -              | 18-22 m   | -           |
| Futsal                                    | Rectangular          | 38-42 m           | -              | 20-25 m   | -           |
| Handball                                  | Rectangular          | 40 m              | -              | 20 m      | -           |
| Natación (olímpica)                       | Rectangular          | 50 m              | -              | 25 m      | -           |
| Patinaje de velocidad sobre hielo (corta) | Óvalo                | 60 m              | -              | 30 m      | -           |
| Hockey sobre hielo (IIHF)                 | Rectángulo redoneado | 61 m              | -              | 30 m      | -           |
| Hockey sobre hielo (NHL)                  | Rectángulo redoneado | 61 m              | -              | 26 m      | -           |
| Atletismo (cubierta)                      | Óvalo                | 90.03 m           | -              | 45.78 m   | -           |
| Hockey sobre hierba                       | Rectangular          | 91.40 m           | -              | 55.00 m   | -           |
| Fútbol                                    | Rectangular          | 100-110 m         | -              | 64-75 m   | -           |
| Bandy                                     | Rectangular          | 100-110 m         | -              | 60-65 m   | -           |
| Fútbol americano                          | Rectangular          | 91.8 m            | 110 m          | 48.75 m   | -           |
| Rugby league                              | Rectangular          | 100 m             | 112-122 m      | 68 m      | -           |
| Rugby                                     | Rectangular          | 94-100 m          | 138-144 m      | 68-70 m   | -           |
| Fútbol canadiense                         | Rectangular          | 101 m             | 137 m          | 59 m      | -           |
| Béisbol                                   | Diamante             | 92-128 m          | -              | 137-150 m | -           |
| Cricket                                   | Óvalo                | 137-150 m         | -              | 137-150 m | -           |
| Fútbol australiano                        | Óvalo                | 135-185 m         | -              | 110-155 m | -           |
| Patinaje de velocidad sobre hielo (larga) | Óvalo                | 178 m             | -              | 66 m      | -           |
| Atletismo (aire libre)                    | Óvalo                | 176.91 m          | -              | 92.52 m   | -           |
| Petanca                                   | Rectangular          | 15 m              |                | 4 m       |             |